# Carl Henkel
Carl John Henkel (* 16. August 1969 in Redondo Beach, Kalifornien, USA) ist ein ehemaliger US-amerikanischer Beachvolleyballspieler.

## Karriere
Carl Henkel spielte seit 1992 auf der US-amerikanischen AVP-Tour und seit 1995 international auf der FIVB World Tour. An der Seite von Sinjin Smith nahm er 1996 an den Olympischen Spielen in Atlanta teil und schied im Viertelfinale gegen die Portugiesen Maia/Brenha aus. Ebenfalls mit Sinjin Smith nahm Henkel an drei Weltmeisterschaften (1997, 1999 und 2001) teil. 2002 spielte Henkel mit Dain Blanton und seine letzte Saison 2003 mit Paul Baxter.

## Privates
Carl Henkel arbeitet heute als Rechtsanwalt. Seit 2010 ist er mit der brasilianischen Beachvolleyballspielerin Ana Paula verheiratet.